# Mount Hart
Mount Hart ist ein über 3000 m hoher Berg im ostantarktischen Viktorialand. Er ragt 3 km nordwestlich des Mount Chider in den Admiralitätsbergen auf.
Der United States Geological Survey kartierte ihn anhand eigener Vermessungen und Luftaufnahmen der United States Navy aus den Jahren von 1960 bis 1964. Das Advisory Committee on Antarctic Names benannte ihn 1970 nach Leutnant Vernon David Hart, leitender Offizier der Flugstaffel VX-6 auf der McMurdo-Station im antarktischen Winter 1968.